# 秦信联
秦信联（1940年6月—2016年6月5日），重庆合川人，中华人民共和国政治人物。

## 生平
毕业于西南政法学院法律系。1966年9月参加工作，1966年2月加入中国共产党。1976年3月至1983年12月，任四川省重庆市江北区人民法院刑庭审判员、民庭庭长；1983年12月至1985年5月，任四川省重庆市江北区委副书记兼区纪委书记、政法委书记；1985年5月至1988年10月，任四川省重庆市政法委副书记；1988年10月至1993年7月，任四川省重庆市人民检察院副检察长；1993年7月至1997年6月，任四川省重庆市人民检察院检察长。1997年6月，重庆市独立出四川省。同年至2005年12月，任重庆市人民检察院检察长。2006年2月，退休。2016年6月5日，在西南医院逝世，享年76岁。